# Westmill
Westmill est un village et une paroisse civile du Hertfordshire, en Angleterre. Il est situé dans l'est du comté, à une dizaine de kilomètres au nord-ouest de la ville de Bishop's Stortford. Administrativement, il relève du district du East Hertfordshire. Au recensement de 2011, il comptait 305 habitants et au recensement de 2021, il comptait 290 habitants.